# Hexadekakarbonyl hexarhodia
Hexadekakarbonyl hexarhodia je karbonylový komplex rhodia se vzorcem Rh6(CO)16. Vytváří fialovo-hnědé krystaly rozpustné v dichlormethan u a chloroformu.

## Příprava
Rh6(CO)16 poprvé připravil Walter Hieber v roce 1943 karbonylací chloridu rhoditého oxidem uhelnatým; při této reakci se používá CO o teplotě 80–230 °C a tlaku 20 MPa a jako akceptor halogenidových iontů slouží stříbro nebo měď. Hieber pro vytvořenou sloučeninu navrhl vzorec Rh4(CO)11; posléze byl rentgenovou krystalografií nalezen správný vzorec.
Další možnost přípravy představuje karbonylace bezvodé směsi chloridu rhoditého a pentakarbonylu železa.
Lze také použít jiné sloučeniny rhodia, například [(CO)2Rh(μ-Cl)]2 a octan rhodnatý:
3 Rh2(O2CCH3)4 + 22 CO + 6 H2O → Rh6(CO)16 +  6 CO2 + 12 CH3COOH
3 [(CO)2RhCl]2 + 4 CO + 6 Cu → Rh6(CO)16 + 6 CuCl
Tuto sloučeninu je možné získat také tepelným rozkladem dodekakarbonylu tetrarhodia ve vroucím hexanu:
3 Rh4(CO)12 → 2 Rh6(CO)16 + 4 CO

## Reakce
Část CO ligandů lze nahradit jinými.
Rh6(CO)16 katalyzuje některé organické reakce, například hydrogenace a hydroformylace..